# Л'Ассомпсьон (місто)
Л'Ассомпсьон (фр. L'Assomption) - місто у провінції Квебек (Канада), розташоване на березі річки Л'Ассомпсьон (L'Assomption). Столиця адміністративномого регіону Ланодьєр.

## Клімат
Місто знаходиться у зоні, котра характеризується вологим континентальним кліматом з теплим літом. Найтепліший місяць — липень із середньою температурою 20.3 °C (68.5 °F). Найхолодніший місяць — січень, із середньою температурою -12.1 °С (10.2 °F).
| Клімат Л'Ассомпсьона    | Клімат Л'Ассомпсьона | Клімат Л'Ассомпсьона | Клімат Л'Ассомпсьона | Клімат Л'Ассомпсьона | Клімат Л'Ассомпсьона | Клімат Л'Ассомпсьона | Клімат Л'Ассомпсьона | Клімат Л'Ассомпсьона | Клімат Л'Ассомпсьона | Клімат Л'Ассомпсьона | Клімат Л'Ассомпсьона | Клімат Л'Ассомпсьона | Клімат Л'Ассомпсьона |
| Показник                | Січ.                 | Лют.                 | Бер.                 | Квіт.                | Трав.                | Черв.                | Лип.                 | Серп.                | Вер.                 | Жовт.                | Лист.                | Груд.                | Рік                  |
| Абсолютний максимум, °C | 12,8                 | 11                   | 23,3                 | 31                   | 33,3                 | 36,1                 | 37,2                 | 37,2                 | 36,7                 | 29,4                 | 21,7                 | 14,4                 | 37,2                 |
| Середній максимум, °C   | −6,8                 | −4,3                 | 1,3                  | 11                   | 18,5                 | 23,5                 | 26,3                 | 24,9                 | 19,3                 | 12,2                 | 4,6                  | −2,9                 | 10,6                 |
| Середня температура, °C | −12,1                | −9,5                 | −3,6                 | 5,9                  | 12,7                 | 17,6                 | 20,3                 | 19,1                 | 13,9                 | 7,4                  | 1                    | −7,4                 | 5,4                  |
| Середній мінімум, °C    | −17,4                | −14,8                | −8,5                 | 0,8                  | 6,9                  | 11,6                 | 14,3                 | 13,3                 | 8,5                  | 2,6                  | −2,7                 | −11,8                | 0,2                  |
| Абсолютний мінімум, °C  | −43,3                | −43,3                | −40,6                | −19,4                | −7,2                 | −1,7                 | 3,3                  | 0,6                  | −5,5                 | −12,2                | −25                  | −42,8                | −43,3                |
| Норма опадів, мм        | 71.9                 | 66.2                 | 63.6                 | 83.2                 | 81.3                 | 99                   | 75.1                 | 92.7                 | 90.1                 | 86.7                 | 106.3                | 77.9                 | 994                  |
| Днів з опадами          | 15,9                 | 11,8                 | 12,4                 | 12,1                 | 13,2                 | 13,1                 | 12,4                 | 13,2                 | 12,9                 | 13,1                 | 14,6                 | 15,4                 | 160,1                |
| Днів з дощем            | 3,3                  | 3,3                  | 6,3                  | 11,9                 | 14,1                 | 13                   | 11,3                 | 13,3                 | 13,4                 | 13,9                 | 12,2                 | 5,1                  | 121,1                |
| Днів зі снігом          | 13,9                 | 10,3                 | 7,1                  | 2,3                  | 0,1                  | 0                    | 0                    | 0                    | 0                    | 0,6                  | 5                    | 12,2                 | 51,5                 |
| ----------------------- | -------------------- | -------------------- | -------------------- | -------------------- | -------------------- | -------------------- | -------------------- | -------------------- | -------------------- | -------------------- | -------------------- | -------------------- | -------------------- |
| Джерело: Weatherbase    |                      |                      |                      |                      |                      |                      |                      |                      |                      |                      |                      |                      |                      |